# Hendrik Duryn
Hendrik Alexander Duryn (* 8. října 1967 Lipsko, NDR) je německý herec, zpěvák a sportovec.

## Život
V Lipsku vystudoval hereckou školu a muzikál.
Je 180 centimetrů vysoký, tmavovlasý, s šedomodrýma očima, rád plave, cvičí na nářadí, pěstuje lehkou atletiku, tančí, hraje na klavír, občas zpívá v opeře a je i mistrem bojových umění. Pravidelně pořádá asijské silvestrovské oslavy s vietnamskými umělci a Super Show bojových umění.
Má vlastní hudební skupinu Club ohne Filter a také stále angažmá v divadle na „Nové scéně“ v Lipsku. Poprvé upoutal v seriálech Zakázaná láska, Místo činu, Wolffův revír, Klaun nebo Edelovi & Starckové.
Při konkurzu na roli v seriálu Na plný plyn neuspěl, když havaroval a zničil motocykl. Nyní má ve smlouvě, že bude řídit pouze auta.
V Česku je známý především díky seriálu Kobra 11: Nasazení týmu 2, kde hrál komisaře Franka Trabera v letech 2001–2002. V samotném seriálu Kobra 11 hrál třikrát, v roce 1997 ve 2. sérii v epizodě Mezi dvěma kameny, v roce 2000 v 5. sérii v epizodě Rychlost a v 18. sérii v epizodě Princezna.
S kolegyní ze seriálu Kobra 11: Nasazení týmu 2 Julií Stinshoffovou si zahrál ve filmu Hodná, drsná holka (Good Girl, Bad Girl). Ve filmu Hammer und Hart si zahrál s Erdoganem Atalayem, Reném Steinkem a Gottfriedem Vollmerem.
Mluví německy, anglicky a sasky.
Žije[kdy?] v Lipsku.

## Filmografie (výběr)
- 1987: Vorspiel
- 1995–1997: Zakázaná láska (Verbotene Liebe)
- 1996: Místo činu (Tatort (epizoda: Bei Auftritt Mord))
- 1996: Místo činu (Tatort (epizoda: Tödlicher Galopp))
- 1997: Místo činu (Tatort (epizoda: Der Tod spielt mit))
- 1997: Místo činu (Tatort (epizoda: Tanz auf dem Hochseil))
- 1997: Kobra 11 (epizoda: Mezi dvěma kameny)
- 1998: In aller Freundschaft (epizoda: Schadensbekämpfung)
- 1998: Die Männer vom K3 (epizoda: Tödliches Spiel)
- 1999: Balko (epizoda: Baby-Stress)
- 1999: Klaun (Der Clown (epizoda: Feierabend)
- 1999: Der Fahnder (epizoda: Falsches Spiel)
- 2000: T.E.A.M. Berlin
- 2000: Für alle Fälle Stefanie – Eine richtige Familie
- 2000: Polizeiruf 110 (epizoda: Blutiges Eis)
- 2000: Kobra 11 (epizoda: Rychlost)
- 2001: Powder Park (epizoda: Ufo-Alarm)
- 2001: In aller Freundschaft (epizoda: Eigene Wege)
- 2001: Kumpáni (Die Kumpel (epizoda: Irren ist menschlich))
- 2001: Lenya – Die größte Kriegerin aller Zeiten
- 2001: Love Letters – Liebe per Nachnahme
- 2001: Místo činu: Mnichov – Vlk v beránčím rouše (Tatort (Wolf im Schafspelz))
- 2001: Případ pro dva (Ein Fall für zwei (epizoda: Einsamer Wolf))
- 2001–2002: Kobra 11: Nasazení týmu 2
- 2002: Körner und Köter (epizoda: Körner und Köter)
- 2003: Edel & Starcková (Edel & Starck (epizoda: Wann ist ein Mann ein Mann?))
- 2003: Na dně propasti (Die Rettungshunde: Hochzeitsreise in den Tod)
- 2003: Wolffův revír (Wolffs Revier (epizoda: Traumfänger)
- 2003: Otisk (Blueprint)
- 2003: Případ pro dva (Ein Fall für zwei (epizoda: Mord aus Liebe))
- 2004: Der Elefant – Mord verjährt nie (epizoda: Mörderischer Kuhhandel)
- 2004: Ve jménu zákona (Im Namen des Gesetzes (epizoda: Mörderisches Quartett))
- 2004: Einmal Bulle, immer Bulle
- 2004: Berlin, Berlin (epizoda: Happy Family)
- 2004: Berlin, Berlin (epizoda: Schwein gehabt)
- 2004: Polizeiruf 110 (epizoda: Ein Bild von einem Mörder)
- 2005: Der Fahnder (epizoda: Blindspur)
- 2005: Bewegte Männer (epizoda: Doro und der schwarze Mann)
- 2006: Hodná, drsná holka (Good Girl, Bad Girl)
- 2006: Hammer & Hart
- 2006: Poldové z Rosenheimu (Die Rosenheim-Cops (epizoda: Der Tod stand vor der Tür))
- 2006: Großtadtrevier (epizoda: Gefallene Engel)
- 2006: Šimpanz Charly (Unser Charly (epizoda: Schimpanse mit Herz))
- 2006: Policie Hamburk (Notruf Hafenkante (epizoda: Zeugnistag))
- 2006: Rosamunde Pilcher: Kde začala láska (Rosamunde Pilcher: Wo die Liebe begann)
- 2006: Inga Lindströmová: Mraky nad Sommarholmem (Inga Lindström – Wolken über Sommarholm)
- 2007: Lilly Schönauer (epizoda: Liebe gut eingefädelt)
- 2007: Rosamunde Pilcher: Mlha nad zámkem Kilrush (Rosamunde Pilcher: Nebel über Schloß Kilrush)
- 2007: Die Blüten der Sehnsucht
- 2008: Údolí Divokých růží (Im Tal der wilden Rosen (epizoda: Prüfung des Herzens))
- 2008: Utta Danella (epizoda: Schokolade im Sommer)
- 2009: Für meine Kinder tu' ich alles
- 2009: Kreuzfahrt ins Glück (epizoda: Hochzeitsreise nach Marrakesch)
- 2009: Letní noc (Inga Lindström (epizoda: Sommermond))
- 2009: Der Lehrer
- 2009: Letní šálek čokolády (Schokolade im Sommer)
- 2010: Der Einsturz – Die Wahrheit ist tödlich
- 2010: Westflug – Entführung aus Liebe
- 2010: Láska na Novém Zélandu (Emilie Richards – Denk nur an uns beide)
- 2010: Glückstreffer – Anne und der Boxer
- 2010: SOKO Stuttgart (epizoda: Lösegeld)
- 2010: Katie Fforde: Zum Teufel mit David
- 2010: Der Kriminalist (epizoda: Dierhagens Vermächtnis)
- 2010: Soko Kitzbühel – Ganz in weiß
- 2010: Cíl svoboda (Westflug – Entführung aus Liebe)
- 2011: Die geerbte Familie
- 2011: Policie Hamburk (Notruf Hafenkante (epizoda: Hilfe für die Reiterstaffel))
- 2011: Pobřežní stráž (Küstenwache (epizoda: Tiefenrausch))
- 2011–2012: Großstadtrevier
- 2012: Der letzte Bulle (epizoda: Die, die vergeben können)
- 2012: Für Elise